# Забайкалец (село)
Забайка́лец — село в Поронайском городском округе Сахалинской области России.

## География
Село находится на берегу реки Замысловатая, на расстоянии 23 км к северо-западу от города Поронайск, административного центра округа.

## История
В 1905—1945 годах принадлежало японскому губернаторству Карафуто и называлось Оки (яп. 大木). После передачи Южного Сахалина СССР село получило современное название.

## Население
| 1935 | 2002 | 2010 | 2013 | 2021 |
| ---- | ---- | ---- | ---- | ---- |
| 323  | ↘313 | ↘210 | ↘203 | ↘121 |

### Половой состав
Согласно результатам переписи 2002 года, в селе проживало 313 человек (172 мужчины и 141 женщина).

### Национальный состав
Согласно результатам переписи 2002 года, в национальной структуре населения русские составляли 84 % из 313 чел.

## Улицы
| - ул. 70 лет Октября, - ул. Крестьянская, - ул. Мира, | - ул. Октябрьская, - пер. Речной, - ул. Советская. |